# Hachette Filipacchi Médias
Hachette Filipacchi Médias, S.A. (HFM) is de grootste uitgever van tijdschriften ter wereld. De groep is volledig in eigendom van het Franse Lagardère Media.

## Geschiedenis

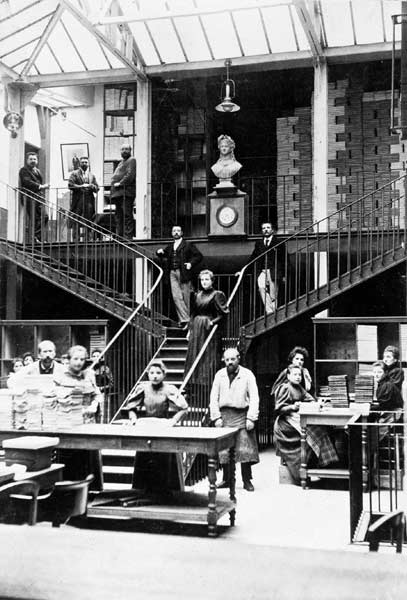
De verzendafdeling van de Librairie Hachette omstreeks 1880

De oorsprong van Hachette Filipacchi gaat terug tot 1826, het jaar waarin Louis Hachette de Librairie Brédif opkocht en onder de nieuwe naam Librairie Hachette voortzette en verder ontwikkelde. Hachette bleef een zelfstandige onderneming tot 1980, toen het werd overgenomen door Matra, onderdeel van Ténot & Filipacchi. Het zo ontstane Hachette Filipacchi werd amper een jaar later, in 1981, genationaliseerd maar bleef niettemin een beursgenoteerde onderneming.

## Publicaties inFrankrijk
In Frankrijk publiceert Hachette Filipacchi Media 47 tijdschriften, waaronder Action Auto Moto, ELLE France, Entrevue, France Dimanche, Ici Paris, Joystick, Le Journal de Mickey, Onze Mondial, Parents, Paris Match, Jeune & Jolie, Pariscope, Photo, Première, Télé 7 Jours, Top Famille Magazine en TV Hebdo. Daarnaast publiceert het ook de dagbladen La Provence, Nice-Matin en Corse Presse. HFM bezit voorts een kwart van de aandelen van Éditions Philippe Amaury, dat Le Parisien, L'Equipe en andere sportbladen exploiteert.

## Publicaties in Nederland
In Nederland publiceerde Hachette Filipacchi Media de tijdschriften Quote, ELLE, ELLE Wonen, ELLE Eten, Santé, FiscAlert en Red en treedt het op als uitgever van TrosKompas, TV Krant en diverse, zogenaamde "sponsored magazines" van bedrijven als Robeco, Maison de Bonneterie en de luchthaven Schiphol.
Deze tijdschriften zijn overgenomen door Hearst Corporation.

## Websites
Hachette Filipacchi Media bedrijft onder andere de op het Nederlandse taalgebied gerichte websites Charlies Choice, Ons Oranje (waarin KNVB en HFM samenwerken) en Fashion Finds (de online marktplaats van ELLEgirls).

## Internationale activiteiten
Hachette Filipacchi is eigenaar van de volgende buitenlandse dochterondernemingen:
- Hachette Filipacchi Media U.S. (VS)
- Hachette Filipacchi S.A. (Spanje)
- Rusconi Editore (Italië)
- Hachette Filipacchi Shkulev (Rusland)
- Hachette Fujingaho (Japan)
- Hachette Filipacchi Hong Kong Ltd (Hongkong)
- Hachette Filipacchi Media (Nederland)